# Jiang Tianyi
Pour les articles homonymes, voir Jiang.
Dans ce nom hongkongais, le nom de famille, Jiang, précède le nom personnel Tianyi.
Jiang Tianyi (天艺匠, en chinois) est un joueur de tennis de table hongkongais, né à Shandong le 28 février 1988, pesant 68 kg et mesurant 1,81 m. Il représente Hong-Kong.